# Astaenomoechus cavei
Astaenomoechus cavei är en skalbaggsart som beskrevs av Henry Fuller Howden och Gill 2003. Astaenomoechus cavei ingår i släktet Astaenomoechus och familjen Hybosoridae. Inga underarter finns listade.